# Hexagramma

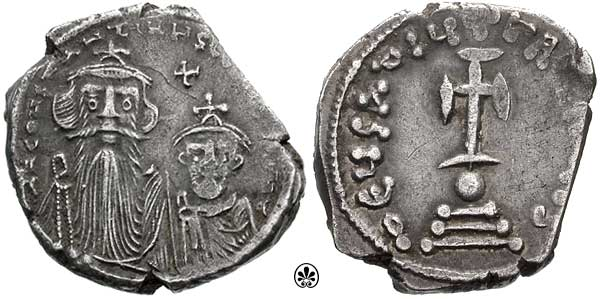
Hexagramma vom Typ IV des Konstans II.

Als Hexagramma (altgriechisch ἑξάγραμμα = sechs Gramm; Plural Hexagrammata) wird eine byzantinische Silbermünze bezeichnet, die nur im 7. Jahrhundert geprägt wurde. Der Name bezog sich darauf, dass die Münze sechs byzantinische Gramm wog.

## Geschichte
Ende des 6. und Anfang des 7. Jahrhunderts geriet das Byzantinische Reich stark in Bedrängnis. Slawen fielen auf der Balkanhalbinsel ein und siedelten dort, die Besitztümer im Westen wurden von den Westgoten bedroht und im Osten gingen die Perser auf Beutezüge. Als Herakleios sich 610 des byzantinischen Thrones bemächtigte, gab es nicht nur außenpolitische Probleme. Die unsicheren Verhältnisse führten zu wirtschaftlichen Problemen. Das Chronicon Paschale berichtet, dass Herakleios kurz nach dem Fall Jerusalems im Jahre 615/16 begann Hexagrammata zu prägen und dass die Gehälter der Beamten von nun an zur Hälfte mit diesen Münzen bezahlt wurden.
Da die Kirche über ein großes Vermögen verfügte, plante Herakleios den Staatshaushalt durch kostbare Schätze, die in den Kirchen lagerten, aufzubessern. Wegen der Bedrohung durch das Perserreich stimmte 621 schließlich die Kirche zu, diese zur Bezahlung von Söldnern zu verwenden. Ab dieser Zeit wurde eine Vielzahl der neuen Münze geprägt. Da man die Hexagrammata aus dieser Zeit hauptsächlich in den äußeren Provinzen im Westen und Norden und den angrenzenden Ländern, wie zum Beispiel im Kaukasus, findet, geht man davon aus, dass man die Silbermünzen vor allem zur Bezahlung von Söldnern, Verbündeten und Tributen an potentielle Feinde verwendete. Welchem Wert ein Hexagramma entsprach, ist laut Philip Grierson unbekannt. Mehrere Autoren geben den Wert dieser Münze aber mit einem Zwölftel eines Solidus an.
Konstantin III. und Heraklonas regierten beide nur wenige Monate, deshalb sind kaum Münzen aus ihrer Zeit erhalten. Auch unter Konstans II. und Konstantin IV. wurden Hexagrammata geprägt. Zum Ende der Regierungszeit von Konstantin IV. ab etwa 480 wurden nur noch wenige Silbermünzen in Umlauf gebracht. Anfang des 8. Jahrhunderts wurde die Produktion von Hexagrammata eingestellt.

## Beschreibung
Bei den Hexagrammata handelte es sich um die schwerste Silbermünze der Spätantike. Sie wurden aus reinem oder fast reinem Silber geprägt und wogen sechs römische Skrupel, die auf Griechisch Gramma genannt wurden. Da das genaue Gewicht eines Skrupels nicht bekannt ist, kann das Gewicht der Münze nur ungefähr erschlossen werden. Anhand gut erhaltener Exemplare wird heute für die Münze ein Gewicht von etwa 6,82 bis 6,84 g angenommen.
Herakleios ließ zwei Typen von Hexagrammata prägen. Typ I wurde von 615/16 bis 638 geprägt und zeigte auf der Vorderseite links Herakleios und rechts daneben seinen Mitkaiser Konstantin III., jeweils mit Krone, Sphaira mit Kreuz und auf einem Thron sitzend. Konstantin wurde kleiner als Herakleios und im Gegensatz zu Herakleios ohne Bart dargestellt. Die Inschrift lautete DD NN Heraclius et Hera Const (Domini nostri Heraclius et Heraclius Constantin) und bedeutete Unsere Gebieter Herakleios und Herakleios Konstantin. Auf der Rückseite waren ein Globus über drei Stufen und darüber ein Kreuz abgebildet. Die Inschrift lautete Deus adiuta Romanis also Gott, hilf den Römern. Typ II zeigte auf der Vorderseite Herakleios flankiert von seinen beiden Söhnen Konstantin und Heraklonas. Alle drei sind stehend mit Krone und Sphaira mit Kreuz abgebildet. Die Rückseite ist identisch zu Typ I. Aus der Tatsache, dass Heraklonas mit Krone abgebildet ist, kann die Münze in die Zeit von 638 bis 641 datiert werden.

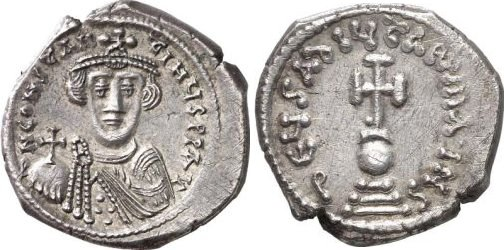
Hexagramma vom Typ I des Konstans II.

Hexagrammata, die die Büste eines Kaisers zeigen und die Inschrift Constantius tragen, werden Heraklonas (Konstantinos Herakleios) zugeschrieben. Diese Zuordnung ist jedoch nicht sicher. Aus der Zeit Konstans’ II. sind fünf verschiedene Typen bekannt. Typ I zeigt auf der Vorderseite die bartlose Büste des Kaisers, Typ II mit kurzem und Typ III mit langem Bart. Die Inschrift lautete: D N Constantius PP AV (Dominus noster Constantius perpetuus Augustus) und bedeutet Unserem Gebieter Konstantios immerwährender Augustus. Von 654 bis 659 wurde Typ IV geprägt. Er zeigte links die bärtige Büste von Konstans II. und rechts die bartlose, kleinere Büste seines Mitkaisers Konstantin IV. Die Legende lautete D N Constantius C Constan (Domini Nosteri Constantius con Constantius) also Unsere Gebieter Konstantius und Herakleios Konstantius. Die Rückseite von Typ I-IV zeigt das gleiche Motiv und Inschrift wie die Silbermünzen des Herakleios. Typ V, der von 659 bis 668 geprägt wurde, zeigte links die bärtige Büste von Konstans II. mit Helm und rechts die bartlose, kleinere Büste Konstantins IV. Die Rückseite zeigte neben dem üblichen Kreuz über dem Globus und den Stufen links und rechts die Söhne des Konstans Herakleios und Tiberios, die 659 auch zu Mitkaisern ernannt wurden. Während auf der Rückseite die Legende beibehalten wurde, gab es auf der Vorderseite keine Schrift mehr.
Bei den Hexagrammata des Konstantin IV. unterscheidet man drei Typen. Typ I zeigt den Kaiser als bartlose Büste mit Sphaira mit Kreuz, Typ II als bartlose Büste in Rüstung und mit Speer und Typ III wie Typ II jedoch mit Bart und Schild. Die Rückseite war die gleiche wie von Typ V des Konstans II. Die Legende auf der Vorderseite lautete D N Coianus P (Dominus noster Constantianus pius) also Unserem Gebieter, dem gottesfürchtigen Konstantianus. Das letzte bekannte Hexagrammata stammt von Tiberios II. Auf der Rückseite sieht man ein Kreuz über einem Globus und zwei Stufen.